# Danses de Moràvia
Danses de Moràvia, JW VI/7 (en txec Moravské tance), és una obra orquestral de cinc danses tradicionals composta per Leoš Janáček al voltant de 1888. Es va estrenar el 24 de juliol de 1891 a Praga juntament amb Rákoš Rákoczy, amb l'orquestra dirigida per Mořic Anger, amb la direcció escènica de František Kolár i la coreografia d'Augustín Berger.